# Solgne
Solgne – miejscowość i gmina we Francji, w regionie Grand Est, w departamencie Mozela.
Według danych na rok 1990 gminę zamieszkiwało 881 osób, a gęstość zaludnienia wynosiła 121 osób/km² (wśród 2335 gmin Lotaryngii Solgne plasuje się na 405. miejscu pod względem liczby ludności, natomiast pod względem powierzchni na miejscu 809.).